# Veronicastrum caulopterum
Veronicastrum caulopterum là một loài thực vật có hoa trong họ Mã đề. Loài này được (Hance) T. Yamaz. miêu tả khoa học đầu tiên năm 1957.